# Dirty Dozen Brass Band
De Dirty Dozen Brass Band is een brassband uit  New Orleans. Het ensemble werd in 1977 opgericht door Benny Jones en leden van de Tornado Brass Band. The Dirty Dozen integreerden funk en bebop in de traditionele New Orleans-jazzstijl en hebben sindsdien een grote invloed gehad op de lokale muziek. Ze wonnen in 2023 de Grammy Award voor het beste Amerikaanse Roots-optreden.

## Begin
De brassbandtraditie ontstond aan het eind van de 19e eeuw en was populair in het begin van de 20e eeuw. De traditie bleef bestaan in de jazzbegrafenissen en de muziek tijdens Mardi Gras. Danny Barker zorgde in 1970 met de Fairview Baptist Church Marching Band voor een heropleving van de muziekstijl, maar moest vanwege protesten uit de muziekvakbond deze band ontbinden. Een aantal musici gingen verder onder de naam de "Hurricane Brass Band", waarna in 1977 deze musici zich splitsten in de "Tornado Brass Band" en wat later de "Dirty Dozen Brass Band" zou heten. De naamgever was de "Dirty Dozen Social and Pleasure Club", waar Benny Jones actief in was. 
De populariteit van brassbandmuziek in New Orleans was in die jaren laag, betaalde optredens waren zeldzaam, waardoor er meer tijd en daardoor meer vrijheid was om samen te oefenen. Door dit gevoel van vrijheid kon de band bebopmelodieën en jazzstandaards in hun repertoire opnemen, evenals luchtige stukken zoals de herkenningstune van The Flintstones.

## Populariteit
De band werd begin jaren 1980 populair bij hun live-optredens in een club genaamd "Daryl's", waar zij de aandacht trokken van Jerry Brock, een diskjockey van radiostation "WWOZ". Deze verzorgde een eerste plaatopname, een optreden in de grotere Tipitinaclub, samen met Danny Barker, en een optreden tijdens "Swingin' Groningen".
De band werd in in 1984 steeds populairder, vooral in Europa, waar George Wein hen boekte voor een tournee. In 1984 werd ook het eerste album van de band opgenomen en uitgebracht op het Concord Jazz-label: My Feet Can't Fail Me Now.
In 1986 werd het optreden van de band op het Montreux Jazz Festival vastgelegd en uitgebracht als Mardi Gras in Montreux op Rounder Records. Het album en de toursuccessen van de band trokken de aandacht van grote labels en in 1987 tekende de band een contract met Columbia. Hun debuut op Columbia, Voodoo uit 1989, bevatte gastoptredens van Dr. John, Dizzy Gillespie en Branford Marsalis. Bij latere opnames werden ze vergezeld door een verscheidenheid aan speciale gasten, waaronder Elvis Costello, DJ Logic, Norah Jones en de man waarmee het allemaal begon, Danny Barker. De groep heeft ook getourd en opnames gemaakt met de jamband "Widespread Panic", en heeft bijna het hele jaar 1995 gespeeld als openingsact voor The Black Crowes 'Amorica Or Bust' US Tour.
De band is met een optreden en met een interview met bandleider Davis te zien wordt op het scherm geïnterviewd in de documentaire Make It Funky! uit 2005, die een geschiedenis weergeeft van de muziek uit New Orleans en de invloed ervan op rhythm-and-blues, rock and roll, funk en jazz. In de film speelt de band "My Feet Can't Fail Me Now" met gasten Irvin Mayfield en Troy Andrews.

## Invloeden
Vanaf de oprichting week de muziek van de Dirty Dozen af van het gangbare brassbandgeluid in New Orleans, en naarmate de populariteit van de band toenam, werd de afstand tussen hen en de meer traditionele groepen alleen maar groter. Toen Kirk en Charles Joseph in 1991 de band vanwege het veeleisende tourschema verlieten, werd Davis gedwongen Kirk Joseph niet te vervangen door een andere sousafonist, maar door een elektrische bassist. Net zo verlieten drummers Lionel Batiste (die Benny Jones enkele jaren eerder op de basdrum had vervangen) en Jenell Marshall in 1994 de groep en werden snaardrum en basdrum vervangen door een enkel drumstel. De daaropvolgende toevoeging van een toetsenist en gitarist verwijderde de band nog verder van haar wortels. Ten slotte vertrouwden ze in de loop der tijd in veel grotere mate op geschreven arrangementen dan de meeste andere fanfares uit New Orleans.
Ondanks het unieke en afwijkende karakter van de Dirty Dozen inspireerde het succes van de band een heropleving van de brassbandmuziek, zowel in de stad New Orleans als in het hele land. De band was het meest invloedrijk in de jaren 1980, toen ze aantoonden dat brassbandmuziek succesvol kon zijn door verder te gaan dan een soort muziek als toeristische attractie. Voordat de Dirty Dozen-band werd gevormd, mixte de Olympia Brass Band al R&B- en jazzinvloeden met traditionele melodieën; de Dirty Dozen gingen nog verder en gaven de trend wereldwijd zichtbaarheid. De bands die in hun kielzog volgden, volgden niet allemaal hun meer jazzgeoriënteerde podiumbandbenadering – alleen de "Soul Rebels" zijn die kant op gegaan – maar een grote verscheidenheid aan bands, van de Rebirth Brass Band tot de Youngblood Brass Band uit Wisconsin, zijn op andere manieren door hen beïnvloed. Rebirth heeft de meest directe connectie met de Dirty Dozen: ze begonnen met spelen bij Daryl's toen de Dirty Dozen op tournee was.

## Discografie
- 1984 – My Feet Can't Fail Me Now (Concord Jazz)
- 1986 – Live: Mardi Gras in Montreaux (Rounder)
- 1989 – Voodoo (Columbia) featuring Dr. John, Dizzy Gillespie and Branford Marsalis
- 1990 – The New Orleans Album (Columbia) featuring Danny Barker, Dave Bartholomew, Eddie Bo and Elvis Costello
- 1991 – Open Up: Whatcha Gonna Do for the Rest of Your Life (Columbia)
- 1993 – Jelly (Columbia)
- 1996 – Ears to the Wall (Mammoth Records)
- 1999 – Buck Jump (Mammoth) featuring John Medeski
- 2002 – Medicated Magic (Ropeadope Records) featuring John Bell, Dr. John, Olu Dara, Norah Jones, DJ Logic, and Robert Randolph
- 2003 – We Got Robbed: Live in New Orleans (eigen beheer)
- 2004 – Funeral for a Friend (Ropeadope)
- 2005 – This Is the Dirty Dozen Brass Band (Compilatie, Shout! Factory)
- 2006 – What's Going On (Shout! Factory)[1]
- 2012 – Twenty Dozen (Savoy Jazz)

The Dirty Dozen Brass Band werkte mee op:
- 1986 – Phil Alvin: Un "Sung" Stories (Slash)
- 1989 – The Neville Brothers: Yellow Moon (A&M Records)
- 1989 – Elvis Costello: Spike (Warner) Songs – "Deep, Dark, Truthful Mirror", "Chewing Gum", "Stalin Malone"
- 1999 – Joe Henry: Fuse (Mammoth)
- 2000 – Widespread Panic: Another Joyous Occasion
- 2003 – Dave Matthews: Some Devil
- 2004 – Widespread Panic: Night of Joy
- 2004 – Modest Mouse: Good News for People Who Love Bad News
- 2007 – Goin' Home: A Tribute to Fats Domino (Vanguard), uitvoering van "Every Night About This Time" met Buddy Guy en Joss Stone
- 2009 – Modest Mouse: No One's First and You're Next
- 2023 – Johnny King and Friends: Call It Confusion [2]